# Formule 1 v roce 2009
V pořadí 60. ročník Mistrovství světa jezdců Formule 1 a 50. ročník poháru konstruktérů. Začala 29. března prvním závodem na okruhu v Austrálii a skončila na novém okruhu 15. listopadu ve Spojených arabských emirátech.
Poprvé od roku 2006 se seriálu zúčastnili tři držitelé mistrovského titulu.

## Předsezonní testy
První test sezóny se uskutečnil na trati v Mugellu 12. ledna, kde se zároveň odehrálo představení nového vozu Ferrari. Většina týmu se účastnila až testů v Algarve 17. ledna, kde ale panovalo nepříznivé počasí a navíc ne všechny týmy přivezly modifikace vozu pro nadcházející sezónu. V lednu se testovalo ještě v Mugellu a ve Valencii, zatímco na prvně jmenované trati probíhal soukromý test Ferrari a ve Španělsku testovalo BMW Sauber.
Únorové testy nabídly dvě destinace, většina týmu se sešla v Jerezu, pouze Ferrari, Toyota a BMW utekli před špatným počasím do bahrajnské pouště. První testy, které připustily srovnání většiny účastníků se uskutečnila až v březnu na trati Jerezu a Barceloně. Zatímco v Jerezu jsme byli svědky značných výkyvů ve výkonech jednotlivých týmu, kdy snad jen Ferrari a Toyota vykazovali stabilní výkon. V Barceloně, kde se objevilo kompletní startovní pole včetně nového vozu Toro Rosso a nového týmu Brawn, který vznikl ze zaniklého týmu Honda. A právě posledně jmenovaný tým překvapil velice rychlými časy, které jak Jenson Button, tak Rubens Barrichello, dokázali jako jediní stlačit pod hranici 1:20 s.

## Vyjetí vozů

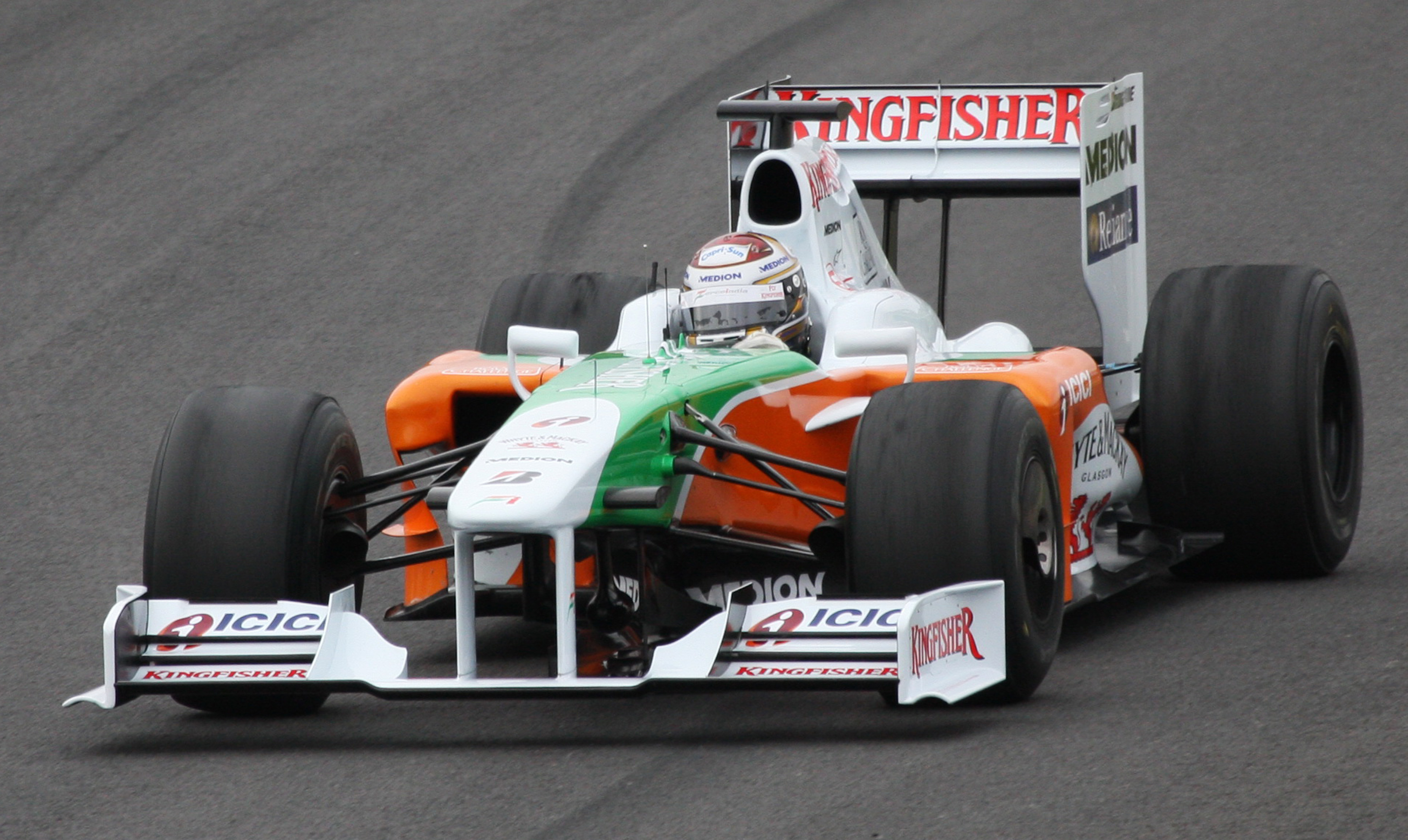
Force India VJM02

| Tým                  | Šasi    | Den       | Město           |
| -------------------- | ------- | --------- | --------------- |
| Scuderia Ferrari     | F60     | 12. ledna | Mugello         |
| Toyota               | TF109   | 15. ledna | Kolín nad Rýnem |
| McLaren-Mercedes     | MP4-24  | 16. ledna | Woking          |
| Renault              | R29     | 19. ledna | Portimão        |
| Williams-Toyota      | FW31    | 19. ledna | Portimão        |
| BMW Sauber           | F1.09   | 20. leden | Valencia        |
| Red Bull-Renault     | RB5     | 9. února  | Jerez           |
| Force India-Mercedes | VJM02   | 1. březen | Jerez           |
| Brawn-Mercedes       | BGP 001 | 9. března | Barcelona       |
| Toro Rosso-Ferrari   | STR4    | 9. března | Barcelona       |

## Složení týmů
| #  | Obr.vozu | Tým                          | Konstruktér | Šasi    | Motor         | Pneu | Č.  | Zkr. | Obr.                 | Pilot              | Závody | Testovací piloti                                  |
| -- | -------- | ---------------------------- | ----------- | ------- | ------------- | ---- | --- | ---- | -------------------- | ------------------ | ------ | ------------------------------------------------- |
| 1  |          | Vodafone McLaren-Mercedes    | McLaren     | MP4-24  | Mercedes-Benz | B    | 1   | HAM  |                      | Lewis Hamilton     | Vše    | Pedro de la Rosa Gary Paffett                     |
| 1  | 2        | Vodafone McLaren-Mercedes    | McLaren     | MP4-24  | Mercedes-Benz | B    | KOV |      | Heikki Kovalainen    | Vše                |        | Pedro de la Rosa Gary Paffett                     |
| 2  |          | Scuderia Ferrari Marlboro    | Ferrari     | F60     | Ferrari       | B    | 3   | MAS  |                      | Felipe Massa       | 1-10   | Luca Badoer Marc Gené                             |
| 2  | BAD      | Scuderia Ferrari Marlboro    | Ferrari     | F60     | Ferrari       | B    | 3   |      | Luca Badoer          | 11-12              |        | Luca Badoer Marc Gené                             |
| 2  | FIS      | Scuderia Ferrari Marlboro    | Ferrari     | F60     | Ferrari       | B    | 3   |      | Giancarlo Fisichella | 13-17              |        | Luca Badoer Marc Gené                             |
| 2  | 4        | Scuderia Ferrari Marlboro    | Ferrari     | F60     | Ferrari       | B    | RAI |      | Kimi Räikkönen       | Vše                |        | Luca Badoer Marc Gené                             |
| 3  |          | BMW Sauber F1 Team           | BMW Sauber  | F1.09   | BMW           | B    | 5   | KUB  |                      | Robert Kubica      | Vše    | Christian Klien                                   |
| 3  | 6        | BMW Sauber F1 Team           | BMW Sauber  | F1.09   | BMW           | B    | HEI |      | Nick Heidfeld        | Vše                |        | Christian Klien                                   |
| 4  |          | ING Renault F1 Team          | Renault     | R29     | Renault       | B    | 7   | ALO  |                      | Fernando Alonso    | Vše    | Romain Grosjean Lucas di Grassi                   |
| 4  | 8        | ING Renault F1 Team          | Renault     | R29     | Renault       | B    | PIQ |      | Nelson Piquet Jr.    | 1-10               |        | Romain Grosjean Lucas di Grassi                   |
| 4  | 8        | ING Renault F1 Team          | Renault     | R29     | Renault       | B    | GRO |      | Romain Grosjean      | 11-17              |        | Romain Grosjean Lucas di Grassi                   |
| 5  |          | Panasonic Toyota Racing      | Toyota F1   | TF109   | Toyota        | B    | 9   | TRU  |                      | Jarno Trulli       | Vše    | Kamui Kobajaši                                    |
| 5  | 10       | Panasonic Toyota Racing      | Toyota F1   | TF109   | Toyota        | B    | GLO |      | Timo Glock           | 1-15               |        | Kamui Kobajaši                                    |
| 5  | 10       | Panasonic Toyota Racing      | Toyota F1   | TF109   | Toyota        | B    | KOB |      | Kamui Kobajaši       | 16-17              |        | Kamui Kobajaši                                    |
| 6  |          | Scuderia Toro Rosso          | Toro Rosso  | STR4    | Ferrari       | B    | 11  | BOU  |                      | Sébastien Bourdais | 1-9    | Brendon Hartley Jaime Alguersuari                 |
| 6  | ALG      | Scuderia Toro Rosso          | Toro Rosso  | STR4    | Ferrari       | B    | 11  |      | Jaime Alguersuari    | 10-17              |        | Brendon Hartley Jaime Alguersuari                 |
| 6  | 12       | Scuderia Toro Rosso          | Toro Rosso  | STR4    | Ferrari       | B    | BUE |      | Sébastien Buemi      | Vše                |        | Brendon Hartley Jaime Alguersuari                 |
| 7  |          | Red Bull Racing              | Red Bull    | RB5     | Renault       | B    | 14  | WEB  |                      | Mark Webber        | Vše    | David Coulthard Brendon Hartley Jaime Alguersuari |
| 7  | 15       | Red Bull Racing              | Red Bull    | RB5     | Renault       | B    | VET |      | Sebastian Vettel     | Vše                |        | David Coulthard Brendon Hartley Jaime Alguersuari |
| 8  |          | AT&T Williams F1 Team        | Williams    | FW31    | Toyota        | B    | 16  | ROS  |                      | Nico Rosberg       | Vše    | Nicolas Hülkenberg                                |
| 8  | 17       | AT&T Williams F1 Team        | Williams    | FW31    | Toyota        | B    | NAK |      | Kazuki Nakadžima     | Vše                |        | Nicolas Hülkenberg                                |
| 9  |          | Force India Formula One Team | Force India | VJM02   | Mercedes-Benz | B    | 20  | SUT  |                      | Adrian Sutil       | Vše    | Vitantonio Liuzzi                                 |
| 9  | 21       | Force India Formula One Team | Force India | VJM02   | Mercedes-Benz | B    | FIS |      | Giancarlo Fisichella | 1-12               |        | Vitantonio Liuzzi                                 |
| 9  | 21       | Force India Formula One Team | Force India | VJM02   | Mercedes-Benz | B    | LIU |      | Vitantonio Liuzzi    | 13-17              |        | Vitantonio Liuzzi                                 |
| 10 |          | Brawn GP F1 Team             | Brawn       | BGP 001 | Mercedes-Benz | B    | 22  | BUT  |                      | Jenson Button      | Vše    | Anthony Davidson Alexander Wurz                   |
| 10 | 23       | Brawn GP F1 Team             | Brawn       | BGP 001 | Mercedes-Benz | B    | BAR |      | Rubens Barrichello   | Vše                |        | Anthony Davidson Alexander Wurz                   |

## Velké ceny
| Datum               | Grand Prix                            | Náhled | Akce                 | Jezdec             | Vůz      | Stav MS       | Konstruktéři |
| ------------------- | ------------------------------------- | ------ | -------------------- | ------------------ | -------- | ------------- | ------------ |
| 1. GP 29. březen    | Austrálie Melbourne (Výsledky) SC     |        | Závod                | Jenson Button      | Brawn GP | Jenson Button | Brawn GP     |
| 1. GP 29. březen    | Austrálie Melbourne (Výsledky) SC     | Kolo   | Nico Rosberg         | Williams           |          | Jenson Button | Brawn GP     |
| 1. GP 29. březen    | Austrálie Melbourne (Výsledky) SC     | Pole   | Jenson Button        | Brawn GP           |          | Jenson Button | Brawn GP     |
| 2. GP 5. duben      | Malajsie Sepang (Výsledky)            |        | Závod                | Jenson Button      | Brawn GP | Jenson Button | Brawn GP     |
| 2. GP 5. duben      | Malajsie Sepang (Výsledky)            | Kolo   | Jenson Button        | Brawn GP           |          | Jenson Button | Brawn GP     |
| 2. GP 5. duben      | Malajsie Sepang (Výsledky)            | Pole   | Jenson Button        | Brawn GP           |          | Jenson Button | Brawn GP     |
| 3. GP 19. duben     | Čína Šanghaj (Výsledky) SC            |        | Závod                | Sebastian Vettel   | Red Bull | Jenson Button | Brawn GP     |
| 3. GP 19. duben     | Čína Šanghaj (Výsledky) SC            | Kolo   | Rubens Barrichello   | Brawn GP           |          | Jenson Button | Brawn GP     |
| 3. GP 19. duben     | Čína Šanghaj (Výsledky) SC            | Pole   | Sebastian Vettel     | Red Bull           |          | Jenson Button | Brawn GP     |
| 4. GP 26. duben     | Bahrajn Sakhir (Výsledky)             |        | Závod                | Jenson Button      | Brawn GP | Jenson Button | Brawn GP     |
| 4. GP 26. duben     | Bahrajn Sakhir (Výsledky)             | Kolo   | Jarno Trulli         | Toyota             |          | Jenson Button | Brawn GP     |
| 4. GP 26. duben     | Bahrajn Sakhir (Výsledky)             | Pole   | Jarno Trulli         | Toyota             |          | Jenson Button | Brawn GP     |
| 5. GP 10. květen    | Španělsko Barcelona (Výsledky)        |        | Závod                | Jenson Button      | Brawn GP | Jenson Button | Brawn GP     |
| 5. GP 10. květen    | Španělsko Barcelona (Výsledky)        | Kolo   | Rubens Barrichello   | Brawn GP           |          | Jenson Button | Brawn GP     |
| 5. GP 10. květen    | Španělsko Barcelona (Výsledky)        | Pole   | Jenson Button        | Brawn GP           |          | Jenson Button | Brawn GP     |
| 6. GP 24. květen    | Monako Monte Carlo (Výsledky)         |        | Závod                | Jenson Button      | Brawn GP | Jenson Button | Brawn GP     |
| 6. GP 24. květen    | Monako Monte Carlo (Výsledky)         | Kolo   | Felipe Massa         | Ferrari            |          | Jenson Button | Brawn GP     |
| 6. GP 24. květen    | Monako Monte Carlo (Výsledky)         | Pole   | Jenson Button        | Brawn GP           |          | Jenson Button | Brawn GP     |
| 7. GP 7. červen     | Turecko Istanbul (Výsledky)           |        | Závod                | Jenson Button      | Brawn GP | Jenson Button | Brawn GP     |
| 7. GP 7. červen     | Turecko Istanbul (Výsledky)           | Kolo   | Jenson Button        | Brawn GP           |          | Jenson Button | Brawn GP     |
| 7. GP 7. červen     | Turecko Istanbul (Výsledky)           | Pole   | Sebastian Vettel     | Red Bull           |          | Jenson Button | Brawn GP     |
| 8. GP 21. červen    | Velká Británie Silverstone (Výsledky) |        | Závod                | Sebastian Vettel   | Red Bull | Jenson Button | Brawn GP     |
| 8. GP 21. červen    | Velká Británie Silverstone (Výsledky) | Kolo   | Sebastian Vettel     | Red Bull           |          | Jenson Button | Brawn GP     |
| 8. GP 21. červen    | Velká Británie Silverstone (Výsledky) | Pole   | Sebastian Vettel     | Red Bull           |          | Jenson Button | Brawn GP     |
| 9. GP 12. červenec  | Německo Nürburgring (Výsledky)        |        | Závod                | Mark Webber        | Red Bull | Jenson Button | Brawn GP     |
| 9. GP 12. červenec  | Německo Nürburgring (Výsledky)        | Kolo   | Fernando Alonso      | Renault            |          | Jenson Button | Brawn GP     |
| 9. GP 12. červenec  | Německo Nürburgring (Výsledky)        | Pole   | Mark Webber          | Red Bull           |          | Jenson Button | Brawn GP     |
| 10. GP 26. červenec | Maďarsko Hungaroring (Výsledky)       |        | Závod                | Lewis Hamilton     | McLaren  | Jenson Button | Brawn GP     |
| 10. GP 26. červenec | Maďarsko Hungaroring (Výsledky)       | Kolo   | Mark Webber          | Red Bull           |          | Jenson Button | Brawn GP     |
| 10. GP 26. červenec | Maďarsko Hungaroring (Výsledky)       | Pole   | Fernando Alonso      | Renault            |          | Jenson Button | Brawn GP     |
| 11. GP 23. srpen    | Evropa Valencie (Výsledky)            |        | Závod                | Rubens Barrichello | Brawn GP | Jenson Button | Brawn GP     |
| 11. GP 23. srpen    | Evropa Valencie (Výsledky)            | Kolo   | Timo Glock           | Toyota F1          |          | Jenson Button | Brawn GP     |
| 11. GP 23. srpen    | Evropa Valencie (Výsledky)            | Pole   | Lewis Hamilton       | McLaren            |          | Jenson Button | Brawn GP     |
| 12. GP 30. srpen    | Belgie Spa-Francorchamps (Výsledky)   |        | Závod                | Kimi Räikkönen     | Ferrari  | Jenson Button | Brawn GP     |
| 12. GP 30. srpen    | Belgie Spa-Francorchamps (Výsledky)   | Kolo   | Sebastian Vettel     | Red Bull           |          | Jenson Button | Brawn GP     |
| 12. GP 30. srpen    | Belgie Spa-Francorchamps (Výsledky)   | Pole   | Giancarlo Fisichella | Force India        |          | Jenson Button | Brawn GP     |
| 13. GP 13. září     | Itálie Monza (Výsledky)               |        | Závod                | Rubens Barrichello | Brawn GP | Jenson Button | Brawn GP     |
| 13. GP 13. září     | Itálie Monza (Výsledky)               | Kolo   | Adrian Sutil         | Force India        |          | Jenson Button | Brawn GP     |
| 13. GP 13. září     | Itálie Monza (Výsledky)               | Pole   | Lewis Hamilton       | McLaren            |          | Jenson Button | Brawn GP     |
| 14. GP 27. září     | Singapur Marina Bay (Výsledky)        |        | Závod                | Lewis Hamilton     | McLaren  | Jenson Button | Brawn GP     |
| 14. GP 27. září     | Singapur Marina Bay (Výsledky)        | Kolo   | Fernando Alonso      | Renault            |          | Jenson Button | Brawn GP     |
| 14. GP 27. září     | Singapur Marina Bay (Výsledky)        | Pole   | Lewis Hamilton       | McLaren            |          | Jenson Button | Brawn GP     |
| 15. GP 4. říjen     | Japonsko Suzuka (Výsledky)            |        | Závod                | Sebastian Vettel   | Red Bull | Jenson Button | Brawn GP     |
| 15. GP 4. říjen     | Japonsko Suzuka (Výsledky)            | Kolo   | Mark Webber          | Red Bull           |          | Jenson Button | Brawn GP     |
| 15. GP 4. říjen     | Japonsko Suzuka (Výsledky)            | Pole   | Sebastian Vettel     | Red Bull           |          | Jenson Button | Brawn GP     |
| 16. GP 18. říjen    | Brazílie Interlagos (Výsledky)        |        | Závod                | Mark Webber        | Red Bull | Jenson Button | Brawn GP     |
| 16. GP 18. říjen    | Brazílie Interlagos (Výsledky)        | Kolo   | Mark Webber          | Red Bull           |          | Jenson Button | Brawn GP     |
| 16. GP 18. říjen    | Brazílie Interlagos (Výsledky)        | Pole   | Rubens Barrichello   | Brawn GP           |          | Jenson Button | Brawn GP     |
| 17. GP 1. listopad  | Abú Zabí Yas Marina (Výsledky)        |        | Závod                | Sebastian Vettel   | Red Bull | Jenson Button | Brawn GP     |
| 17. GP 1. listopad  | Abú Zabí Yas Marina (Výsledky)        | Kolo   | Sebastian Vettel     | Red Bull           |          | Jenson Button | Brawn GP     |
| 17. GP 1. listopad  | Abú Zabí Yas Marina (Výsledky)        | Pole   | Lewis Hamilton       | McLaren            |          | Jenson Button | Brawn GP     |

- SC - Závod dojet za Safety carem.
- SC  - Závod odstartován za Safety carem.
- - Závod předčasně ukončen.

### Favorité mimo hru

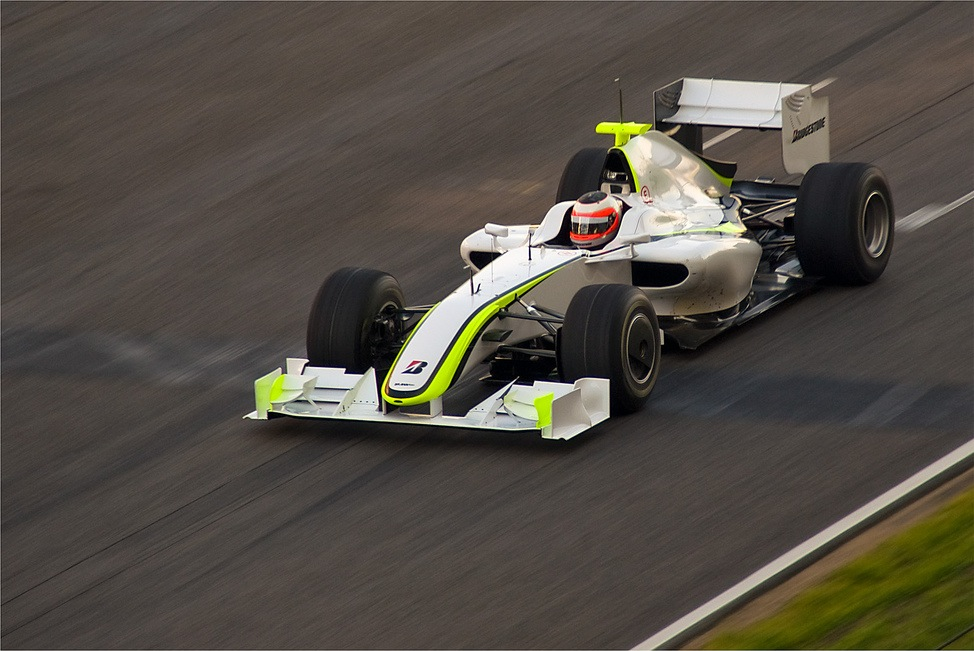
Překvapení sezóny Brawn GP zvítězil v Grand Prix Austrálie.

Úvodní závod formule 1 zažil opravdovou revoluci. nový tým Brawn GP, nástupce Hondy, deklasoval všechny soupeře rozdílem třídy. Honda totiž celou sezonu 2008 pracovala na voze pro tuto sezonu. Nový tým ukázal svou převahu hned v kvalifikaci, když si zajistil celou první řadu. Pole position získal Brit Jenson Button. Celý závodní víkend ale byl obestřen kauzou nelegálnosti vozů týmů Brawn, Williams a Toyota, kteří si vysvětlili pravidla po svém a do závodu nastoupili s odlišnými difuzory, proti nímž se konkurence okamžitě ohradila. Konečné rozhodnutí v této kauze padne až u soudu, který bude zasedat až po GP Malajsie. Během víkendu padlo mnohem více penalizací, nejprve byl potrestán Lewis Hamilton za výměnu převodovky, poté byli diskvalifikováni Jarno Trulli a Timo Glock, jejichž Toyoty TF109 překročily povolený průhyb horní plochy zadního křídla. KERS využilo celkem sedm pilotů, startovali s ním jezdci Ferrari, McLarenu, Renaultu a Nick Heidfeld s BMW Sauber.
Hned po startu všem ujel Jenson Button a nikoho nepustil do vedení až do samotného cíle. Zatímco za jeho zády se odehrávalo drama. Nejprve po divokém startu odlétl do kačírku Kovalainenův McLaren, který cestou poškodil několik dalších vozů. Poklidnou část prvních zastávek přerušila nehoda Kazukiho Nakadžimy, která si vyžádala výjezd safety caru. Také Kimi Räikkönen si musel do boxu pro nové křídlo, když nedokázal zkrotit své Ferrari a narazil do zdi, definitivně tak přišel o body. Pohromu rudých vozu podtrhl o čtyři kola později Felipe Massa, když mu prasklo zadní zavěšení. Nejdramatičtější moment závodu přišel tři kola před koncem, kdy se o druhý výjezd safety caru postarali Robert Kubica a Sebastian Vettel, otevřeli tak cestu k dvojitému vítězství týmu Brawn, třetí dojel Jarno Trulli, který byl ale dodatečně penalizován 25 sekundami, a protože se závod dokončil za safety carem, mělo to pro něj likvidační účinek. Lewis Hamilton dodatečně diskvalifikován dne 2. dubna 2009. Důvodem diskvalifikace je poskytnutí zavádějících informací v kauze s jezdcem Toyoty Jarno Trullim. Trulli se tak dostal zpět na třetí příčku.

### Poloviční body v Sepangu

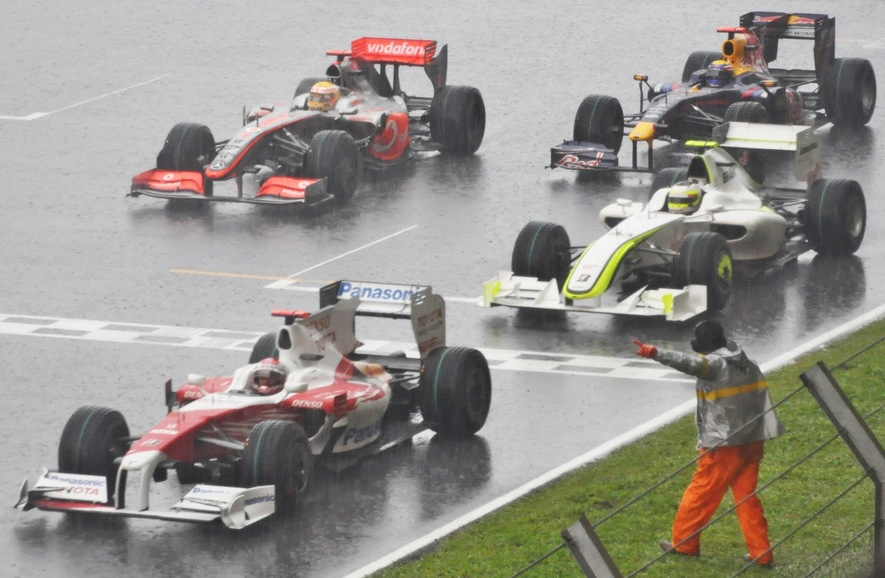
Zastavení závodu ve 33. kole.

O první senzaci se postarala stáj Ferrari, když chybně odhadla možnosti soupeřů v první části kvalifikace a své jezdce neposlala k posledním měřeným kolům. Massa nepostoupil do druhé fáze a Räikkönen proklouzl jen o chloupek. Vettlovo snažení v kvalifikaci pokazila penalizace, kterou si přinesl z Austrálie, jako viník kolize s Kubicou. Pole positions nakonec vybojoval jen těsně Jenson Button před Jarno Trullim. Nejlépe odstartoval ze čtvrtého místa Nico Rosberg, naopak Jenson Button se propadl na třetí pozici. Stejně jako před týdnem v Austrálii, hned v první zatáčce ukončil své působení v závodě Heikki Kovalainen. Jenson Button zajel v 18 kole své nejrychlejší kolo a to poprvé v kariéře. Kimi Räikkönen se držel až do první zastávky na dobrém pátém místě, ale pak mu mechanici namontovaly extrémně mokré pneumatiky v předtuše, že začne pršet. Déšť přišel v době, kdy měl Kimi pneumatiky úplně zničené, v konečném součtu ho to stálo deset míst. S prvními kapkami zajížděly všechny vozy do boxu pro extrémně mokré pneumatiky, jediný Timo Glock nasadil pneumatiky přechodné, vyplatilo se. Než si toho stačili ostatní všimnout Němec svou Toyotu dokázal protlačit až na druhé místo. Déšť sílil a trať se měnila v řečiště, Whiting, ředitel závodu, vyslal na trať safety car a o další kolo později nechal vyvěsit červené vlajky, čímž zastavil závod. Protože se závod již nerestartoval bylo pořadí v cíli takové jako po projetí 31. kola, zvítězil Jenson Button druhý byl Nick Heidfeld a třetí Timo Glock. Protože nebylo ujeto 75% vzdálenosti závodu udělovaly se poloviční body.

## Změny předpisů
- Monoposty formule jedna opět nasazují bezdrážkové pneumatiky - tzv. slicky.
- Přední přítlačné křídlo bude stejně široké jako vzdálenost kol.
- Zadní přítlačné křídlo bude užší a výše položené.
- Monoposty budou muset být aerodynamicky čisté - tedy bez pomocných křidélek.
- Největší změnou je možnost nasadit systém pro rekuperaci kinetické energie - tzv. KERS.
- Pilot má k dispozici 8 motorů. Pokud pilot použije motor devátý nebo další, obdrží penalizaci deseti míst na startu následujícího závodu.

## Konečné hodnocení

### Mistrovství světa jezdců
| Pos | Jezdec               | AUS | MAL | CHN | BHR | ESP | MON | TUR | GBR | GER | HUN | EUR | BEL | ITA | SIN | JPN | BRA | ABU | Body |
| --- | -------------------- | --- | --- | --- | --- | --- | --- | --- | --- | --- | --- | --- | --- | --- | --- | --- | --- | --- | ---- |
| 1   | Jenson Button        | 1   | 1   | 3   | 1   | 1   | 1   | 1   | 6   | 5   | 7   | 7   | Ret | 2   | 5   | 8   | 5   | 3   | 95   |
| 2   | Sebastian Vettel     | 13  | 15  | 1   | 2   | 4   | Ret | 3   | 1   | 2   | Ret | Ret | 3   | 8   | 4   | 1   | 4   | 1   | 84   |
| 3   | Rubens Barrichello   | 2   | 5   | 4   | 5   | 2   | 2   | Ret | 3   | 6   | 10  | 1   | 7   | 1   | 6   | 7   | 8   | 4   | 77   |
| 4   | Mark Webber          | 12  | 6   | 2   | 11  | 3   | 5   | 2   | 2   | 1   | 3   | 9   | 9   | Ret | Ret | 17  | 1   | 2   | 69.5 |
| 5   | Lewis Hamilton       | DSQ | 7   | 6   | 4   | 9   | 12  | 13  | 16  | 18  | 1   | 2   | Ret | 12  | 1   | 3   | 3   | Ret | 49   |
| 6   | Kimi Räikkönen       | 15  | 14  | 10  | 6   | Ret | 3   | 9   | 8   | Ret | 2   | 3   | 1   | 3   | 10  | 4   | 6   | 12  | 48   |
| 7   | Nico Rosberg         | 6   | 8   | 15  | 9   | 8   | 6   | 5   | 5   | 4   | 4   | 5   | 8   | 16  | 11  | 5   | Ret | 9   | 34.5 |
| 8   | Jarno Trulli         | 3   | 4   | Ret | 3   | Ret | 13  | 4   | 7   | 17  | 8   | 13  | Ret | 14  | 12  | 2   | Ret | 7   | 32.5 |
| 9   | Fernando Alonso      | 5   | 11  | 9   | 8   | 5   | 7   | 10  | 14  | 7   | Ret | 6   | Ret | 5   | 3   | 10  | Ret | 14  | 26   |
| 10  | Timo Glock           | 4   | 3   | 7   | 7   | 10  | 10  | 8   | 9   | 9   | 6   | 14  | 10  | 11  | 2   | DNS |     |     | 24   |
| 11  | Felipe Massa         | Ret | 9   | Ret | 14  | 6   | 4   | 6   | 4   | 3   | DNS |     |     |     |     |     |     |     | 22   |
| 12  | Heikki Kovalainen    | Ret | Ret | 5   | 12  | Ret | Ret | 14  | Ret | 8   | 5   | 4   | 6   | 6   | 7   | 11  | 12  | 11  | 22   |
| 13  | Nick Heidfeld        | 10  | 2   | 12  | 19  | 7   | 11  | 11  | 15  | 10  | 11  | 11  | 5   | 7   | Ret | 6   | Ret | 5   | 19   |
| 14  | Robert Kubica        | 14  | Ret | 13  | 18  | 11  | Ret | 7   | 13  | 14  | 13  | 8   | 4   | Ret | 8   | 9   | 2   | 10  | 17   |
| 15  | Giancarlo Fisichella | 11  | 18  | 14  | 15  | 14  | 9   | Ret | 10  | 11  | 14  | 12  | 2   | 9   | 13  | 12  | 10  | 16  | 8    |
| 16  | Sébastien Buemi      | 7   | 16  | 8   | 17  | Ret | Ret | 15  | 18  | 16  | 16  | Ret | 12  | 13  | Ret | Ret | 7   | 8   | 6    |
| 17  | Adrian Sutil         | 9   | 17  | 17  | 16  | Ret | 14  | 17  | 17  | 15  | Ret | 10  | 11  | 4   | Ret | 13  | Ret | 17  | 5    |
| 18  | Kamui Kobajaši       |     |     |     |     |     |     |     |     |     |     |     |     |     |     | PO  | 9   | 6   | 3    |
| 19  | Sébastien Bourdais   | 8   | 10  | 11  | 13  | Ret | 8   | 18  | Ret | Ret |     |     |     |     |     |     |     |     | 2    |
| 20  | Kazuki Nakadžima     | Ret | 12  | Ret | Ret | 13  | 15† | 12  | 11  | 12  | 9   | 18  | 13  | 10  | 9   | 15  | Ret | 13  | 0    |
| 21  | Nelson Piquet Jr.    | Ret | 13  | 16  | 10  | 12  | Ret | 16  | 12  | 13  | 12  |     |     |     |     |     |     |     | 0    |
| 22  | Vitantonio Liuzzi    |     |     |     |     |     |     |     |     |     |     |     |     | Ret | 14  | 14  | 11  | 15  | 0    |
| 23  | Romain Grosjean      |     |     |     |     |     |     |     |     |     |     | 15  | Ret | 15  | Ret | 16  | 13  | 18  | 0    |
| 24  | Jaime Alguersuari    |     |     |     |     |     |     |     |     |     | 15  | 16  | Ret | Ret | Ret | Ret | 14  | Ret | 0    |
| 25  | Luca Badoer          |     |     |     |     |     |     |     |     |     | 17  | 14  |     |     |     |     |     | 0   |      |
| Pos | Jezdec               | AUS | MAL | CHN | BHR | ESP | MON | TUR | GBR | GER | HUN | EUR | BEL | ITA | SIN | JPN | BRA | ABU | Body |

| Legenda k tabulce | Legenda k tabulce                                                                       |
| Barva             | Výsledek                                                                                |
| ----------------- | --------------------------------------------------------------------------------------- |
| Zlatá             | Vítěz                                                                                   |
| Stříbrná          | 2. místo                                                                                |
| Bronzová          | 3. místo                                                                                |
| Zelená            | Bodované umístění                                                                       |
| Modrá             | Nebodované umístění                                                                     |
| Modrá             | Dokončil neklasifikován (NC)                                                            |
| Fialová           | Odstoupil (Ret)                                                                         |
| Červená           | Nekvalifikoval se (DNQ)                                                                 |
| Červená           | Nepředkvalifikoval se (DNPQ)                                                            |
| Černá             | Diskvalifikován (DSQ)                                                                   |
| Bílá              | Nestartoval (DNS)                                                                       |
| Bílá              | Závod zrušen (C)                                                                        |
| Světle modrá      | Pouze trénoval (PO)                                                                     |
| Světle modrá      | Páteční testovací jezdec (TD)                                                           |
| Bez barvy         | Netrénoval (DNP)                                                                        |
| Bez barvy         | Vyřazen (EX)                                                                            |
| Bez barvy         | Nepřijel (DNA)                                                                          |
| Bez barvy         | Odvolal účast (WD)                                                                      |
| Bez barvy         | Nezúčastnil se (prázdné)                                                                |
| Označení          | Význam                                                                                  |
| Tučnost           | Pole position                                                                           |
| Kurzíva           | Nejrychlejší kolo                                                                       |
| †                 | Jezdec nedojel do cíle, ale byl klasifikován, protože odjel více než 90 % délky závodu. |
| ‡                 | Byl udělován poloviční počet bodů, protože bylo odjeto méně než 75 % délky závodu.      |
| Horní index       | Umístění bodujících jezdců ve sprintu                                                   |

### Pohár konstruktérů
| Pos | Konstruktér          | Vůz č. | AUS | MAL | CHN | BHR | ESP | MON | TUR | GBR | GER | HUN | EUR | BEL | ITA | SIN | JPN | BRA | ABU | Body  |
| --- | -------------------- | ------ | --- | --- | --- | --- | --- | --- | --- | --- | --- | --- | --- | --- | --- | --- | --- | --- | --- | ----- |
| 1   | Brawn GP-Mercedes    | 22     | 1   | 1   | 3   | 1   | 1   | 1   | 1   | 6   | 5   | 7   | 7   | Ret | 2   | 5   | 8   | 5   | 3   | 172   |
| 1   | Brawn GP-Mercedes    | 23     | 2   | 5   | 4   | 5   | 2   | 2   | Ret | 3   | 6   | 10  | 1   | 7   | 1   | 6   | 7   | 8   | 4   | 172   |
| 2   | Red Bull-Renault     | 14     | 12  | 6   | 2   | 11  | 3   | 5   | 2   | 2   | 1   | 3   | 9   | 9   | Ret | Ret | 17  | 1   | 2   | 153.5 |
| 2   | Red Bull-Renault     | 15     | 13  | 15  | 1   | 2   | 4   | Ret | 3   | 1   | 2   | Ret | Ret | 3   | 8   | 4   | 1   | 4   | 1   | 153.5 |
| 3   | McLaren-Mercedes     | 1      | DSQ | 7   | 6   | 4   | 9   | 12  | 13  | 16  | 18  | 1   | 2   | Ret | 12  | 1   | 3   | 3   | Ret | 71    |
| 3   | McLaren-Mercedes     | 2      | Ret | Ret | 5   | 12  | Ret | Ret | 14  | Ret | 8   | 5   | 4   | 6   | 6   | 7   | 11  | 12  | 11  | 71    |
| 4   | Ferrari              | 3      | Ret | 9   | Ret | 14  | 6   | 4   | 6   | 4   | 3   | DNS | 17  | 14  | 9   | 13  | 12  | 10  | 16  | 70    |
| 4   | Ferrari              | 4      | 15  | 14  | 10  | 6   | Ret | 3   | 9   | 8   | Ret | 2   | 3   | 1   | 3   | 10  | 4   | 6   | 12  | 70    |
| 5   | Toyota               | 9      | 3   | 4   | Ret | 3   | Ret | 13  | 4   | 7   | 17  | 8   | 13  | Ret | 14  | 12  | 2   | Ret | 7   | 59.5  |
| 5   | Toyota               | 10     | 4   | 3   | 7   | 7   | 10  | 10  | 8   | 9   | 9   | 6   | 14  | 10  | 11  | 2   | DNS | 9   | 6   | 59.5  |
| 6   | BMW Sauber           | 5      | 14  | Ret | 13  | 18  | 11  | Ret | 7   | 13  | 14  | 13  | 8   | 4   | Ret | 8   | 9   | 2   | 10  | 36    |
| 6   | BMW Sauber           | 6      | 10  | 2   | 12  | 19  | 7   | 11  | 11  | 15  | 10  | 11  | 11  | 5   | 7   | Ret | 6   | Ret | 5   | 36    |
| 7   | Williams-Toyota      | 16     | 6   | 8   | 15  | 9   | 8   | 6   | 5   | 5   | 4   | 4   | 5   | 8   | 16  | 11  | 5   | Ret | 9   | 34.5  |
| 7   | Williams-Toyota      | 17     | Ret | 12  | Ret | Ret | 13  | 15  | 12  | 11  | 12  | 9   | 18  | 13  | 10  | 9   | 15  | Ret | 13  | 34.5  |
| 8   | Renault              | 7      | 5   | 11  | 9   | 8   | 5   | 7   | 10  | 14  | 7   | Ret | 6   | Ret | 5   | 3   | 10  | Ret | 14  | 26    |
| 8   | Renault              | 8      | Ret | 13  | 16  | 10  | 12  | Ret | 16  | 12  | 13  | 12  | 15  | Ret | 15  | Ret | 16  | 13  | 18  | 26    |
| 9   | Force India-Mercedes | 20     | 9   | 17  | 17  | 16  | Ret | 14  | 17  | 17  | 15  | Ret | 10  | 11  | 4   | Ret | 13  | Ret | 17  | 13    |
| 9   | Force India-Mercedes | 21     | 11  | 18  | 14  | 15  | 14  | 9   | Ret | 10  | 11  | 14  | 12  | 2   | Ret | 14  | 14  | 11  | 15  | 13    |
| 10  | Toro Rosso-Ferrari   | 11     | 8   | 10  | 11  | 13  | Ret | 8   | 18  | Ret | Ret | 15  | 16  | Ret | Ret | Ret | Ret | 14  | Ret | 8     |
| 10  | Toro Rosso-Ferrari   | 12     | 7   | 16  | 8   | 17  | Ret | Ret | 15  | 18  | 16  | 16  | Ret | 12  | 13  | Ret | Ret | 7   | 8   | 8     |
| Pos | Konstruktér          | Vůz č. | AUS | MAL | CHN | BHR | ESP | MON | TUR | GBR | GER | HUN | EUR | BEL | ITA | SIN | JPN | BRA | ABU | Body  |

| Legenda k tabulce | Legenda k tabulce                                                                       |
| Barva             | Výsledek                                                                                |
| ----------------- | --------------------------------------------------------------------------------------- |
| Zlatá             | Vítěz                                                                                   |
| Stříbrná          | 2. místo                                                                                |
| Bronzová          | 3. místo                                                                                |
| Zelená            | Bodované umístění                                                                       |
| Modrá             | Nebodované umístění                                                                     |
| Modrá             | Dokončil neklasifikován (NC)                                                            |
| Fialová           | Odstoupil (Ret)                                                                         |
| Červená           | Nekvalifikoval se (DNQ)                                                                 |
| Červená           | Nepředkvalifikoval se (DNPQ)                                                            |
| Černá             | Diskvalifikován (DSQ)                                                                   |
| Bílá              | Nestartoval (DNS)                                                                       |
| Bílá              | Závod zrušen (C)                                                                        |
| Světle modrá      | Pouze trénoval (PO)                                                                     |
| Světle modrá      | Páteční testovací jezdec (TD)                                                           |
| Bez barvy         | Netrénoval (DNP)                                                                        |
| Bez barvy         | Vyřazen (EX)                                                                            |
| Bez barvy         | Nepřijel (DNA)                                                                          |
| Bez barvy         | Odvolal účast (WD)                                                                      |
| Bez barvy         | Nezúčastnil se (prázdné)                                                                |
| Označení          | Význam                                                                                  |
| Tučnost           | Pole position                                                                           |
| Kurzíva           | Nejrychlejší kolo                                                                       |
| †                 | Jezdec nedojel do cíle, ale byl klasifikován, protože odjel více než 90 % délky závodu. |
| ‡                 | Byl udělován poloviční počet bodů, protože bylo odjeto méně než 75 % délky závodu.      |
| Horní index       | Umístění bodujících jezdců ve sprintu                                                   |